# Çanakkale

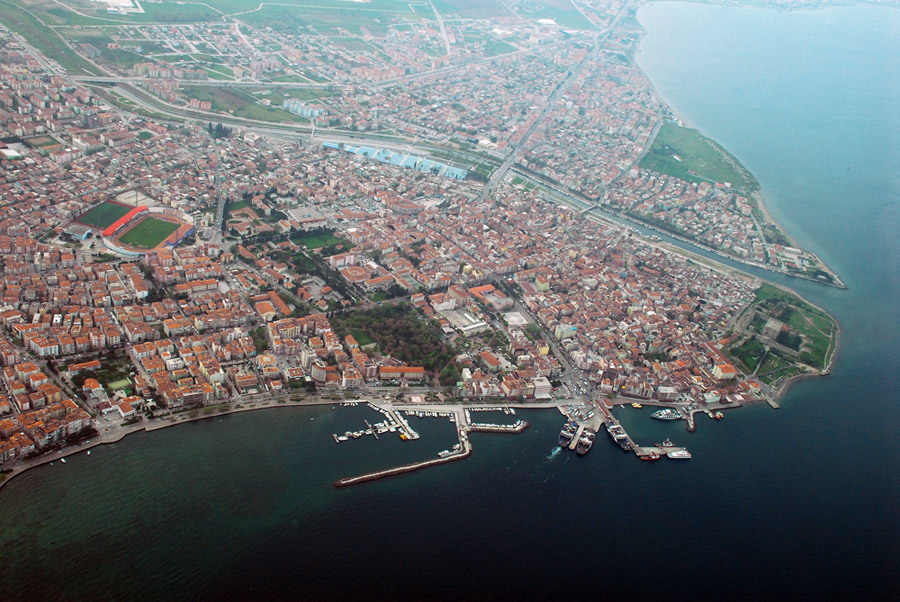
Canakkale từ ảnh máy bay.

Çanakkale là một thành phố tỉnh lỵ (merkez ilçesi) thuộc tỉnh Çanakkale. Thành phố này nằm trên bờ biển miền nam Dardanelles thuộc châu Á ở điểm hẹp nhất. Dân số của thành phố theo ước tính năm 2010 là 106.116 người.

## Khí hậu
Çanakkale có khí hậu Địa Trung Hải (Köppen: Csa hoặc Trewartha: Cs) với mùa hè khô nóng và mùa đông ẩm ướt, mát mẻ.
| Dữ liệu khí hậu của Çanakkale                | Dữ liệu khí hậu của Çanakkale | Dữ liệu khí hậu của Çanakkale | Dữ liệu khí hậu của Çanakkale | Dữ liệu khí hậu của Çanakkale | Dữ liệu khí hậu của Çanakkale | Dữ liệu khí hậu của Çanakkale | Dữ liệu khí hậu của Çanakkale | Dữ liệu khí hậu của Çanakkale | Dữ liệu khí hậu của Çanakkale | Dữ liệu khí hậu của Çanakkale | Dữ liệu khí hậu của Çanakkale | Dữ liệu khí hậu của Çanakkale | Dữ liệu khí hậu của Çanakkale |
| Tháng                                        | 1                             | 2                             | 3                             | 4                             | 5                             | 6                             | 7                             | 8                             | 9                             | 10                            | 11                            | 12                            | Năm                           |
| -------------------------------------------- | ----------------------------- | ----------------------------- | ----------------------------- | ----------------------------- | ----------------------------- | ----------------------------- | ----------------------------- | ----------------------------- | ----------------------------- | ----------------------------- | ----------------------------- | ----------------------------- | ----------------------------- |
| Cao kỉ lục °C (°F)                           | 20.0 (68.0)                   | 21.3 (70.3)                   | 27.3 (81.1)                   | 30.8 (87.4)                   | 38.9 (102.0)                  | 36.8 (98.2)                   | 39.0 (102.2)                  | 39.7 (103.5)                  | 35.9 (96.6)                   | 31.8 (89.2)                   | 26.2 (79.2)                   | 22.9 (73.2)                   | 39.7 (103.5)                  |
| Trung bình ngày tối đa °C (°F)               | 9.8 (49.6)                    | 10.5 (50.9)                   | 13.1 (55.6)                   | 17.4 (63.3)                   | 23.0 (73.4)                   | 28.4 (83.1)                   | 31.4 (88.5)                   | 31.5 (88.7)                   | 26.7 (80.1)                   | 21.1 (70.0)                   | 16.1 (61.0)                   | 11.5 (52.7)                   | 20.0 (68.0)                   |
| Trung bình ngày °C (°F)                      | 6.5 (43.7)                    | 7.0 (44.6)                    | 9.1 (48.4)                    | 12.8 (55.0)                   | 18.0 (64.4)                   | 22.9 (73.2)                   | 25.8 (78.4)                   | 26.0 (78.8)                   | 21.6 (70.9)                   | 16.8 (62.2)                   | 12.3 (54.1)                   | 8.3 (46.9)                    | 15.6 (60.1)                   |
| Tối thiểu trung bình ngày °C (°F)            | 3.6 (38.5)                    | 4.0 (39.2)                    | 5.7 (42.3)                    | 9.0 (48.2)                    | 13.7 (56.7)                   | 17.9 (64.2)                   | 20.8 (69.4)                   | 21.2 (70.2)                   | 17.1 (62.8)                   | 13.1 (55.6)                   | 8.9 (48.0)                    | 5.5 (41.9)                    | 11.7 (53.1)                   |
| Thấp kỉ lục °C (°F)                          | −11.0 (12.2)                  | −11.5 (11.3)                  | −8.5 (16.7)                   | −1.6 (29.1)                   | 2.3 (36.1)                    | 6.6 (43.9)                    | 11.2 (52.2)                   | 9.4 (48.9)                    | 5.9 (42.6)                    | 0.4 (32.7)                    | −7.0 (19.4)                   | −10.5 (13.1)                  | −11.5 (11.3)                  |
| Lượng Giáng thủy trung bình mm (inches)      | 78.6 (3.09)                   | 76.3 (3.00)                   | 66.0 (2.60)                   | 49.0 (1.93)                   | 32.1 (1.26)                   | 27.3 (1.07)                   | 12.9 (0.51)                   | 6.8 (0.27)                    | 24.2 (0.95)                   | 67.5 (2.66)                   | 79.2 (3.12)                   | 100.4 (3.95)                  | 620.3 (24.42)                 |
| Số ngày giáng thủy trung bình                | 11.27                         | 10.70                         | 10.47                         | 8.83                          | 6.40                          | 4.97                          | 1.90                          | 1.20                          | 3.87                          | 7.10                          | 8.77                          | 11.63                         | 87.1                          |
| Số giờ nắng trung bình tháng                 | 93.0                          | 118.7                         | 164.3                         | 207.0                         | 272.8                         | 309.0                         | 341.0                         | 322.4                         | 249.0                         | 179.8                         | 117.0                         | 86.8                          | 2.460,8                       |
| Số giờ nắng trung bình ngày                  | 3.0                           | 4.2                           | 5.3                           | 6.9                           | 8.8                           | 10.3                          | 11.0                          | 10.4                          | 8.3                           | 5.8                           | 3.9                           | 2.8                           | 6.7                           |
| Nguồn: Cơ quan Khí tượng Nhà nước Thổ Nhĩ Kỳ |                               |                               |                               |                               |                               |                               |                               |                               |                               |                               |                               |                               |                               |